# Accident ferroviaire de Courville
L'accident ferroviaire de Courville a eu lieu le 14 février 1911, dans cette commune du département d'Eure-et-Loir située à dix-neuf kilomètres de Chartres sur la ligne Paris-Le Mans appartenant à l'État depuis le rachat par celui-ci de la Compagnie des chemins de fer de l'Ouest au 1er janvier 1909. Son lourd bilan, s'ajoutant à ceux d'une longue série d'autres accidents meurtriers survenus peu de temps avant sur le même réseau, contribua à amplifier encore la controverse sur l'exploitation publique du chemin de fer.

## Les circonstances
Les communiqués officiels sur l'accident sont restés vagues, et la presse a plus insisté sur ses conséquences que sur les circonstances exactes dans lesquelles il avait eu lieu. Aussi, celles-ci ne peuvent-elles être reconstituées que par recoupement d'informations éparses, souvent présentées avec beaucoup d'approximations.

### Quatre trains pour une gare
Le mardi 14 février à 18h 07, le train de marchandises 6330, composé de trente quatre wagons, était arrivé du Mans avec trois heures quinze de retard en gare de Courville, et avait été aussitôt aiguillé sur la voie ter, unique voie de garage située côté pair, afin de permettre l'arrivée à quai sur la voie numéro 2, voie principale montante, d'un autre train de marchandises, dit de détail, le 2338, venant de la même direction, qui devait débarquer et charger des colis.
Derrière eux était attendu l'omnibus 516 Guingamp – Paris. Afin de le laisser accéder à son tour au quai et repartir vers Chartres avec voie libre, le chef de gare Raymond avait décidé qu'une fois les opérations de manutention terminées pour le 2338, celui-ci serait déplacé sur l'autre voie de garage restant seule disponible, dite 1 ter, située côté impair, dont l'accès depuis la voie 2 exigeait la traversée, à environ trois cents mètres de la gare, de la voie principale descendante, la numéro 1.
Le chef de gare devant assurer le service des billets pour le 516, c'est le facteur-chef Launay qui avait été chargé de la manœuvre. Avant d'entreprendre de garer le 2338, il s'était d'abord assuré par téléphone auprès du poste de block-system situé 3, 7 km en amont que le rapide  513, pour Brest et Nantes, parti de  Paris Montparnasse à 16 heures 40 et devant passer sans arrêt sur la voie 1, n'était pas encore annoncé.
Toutefois, alors que l'opération avait déjà commencé, un nouvel appel du poste de block l'avait informé de l'arrivée imminente du 513, et il avait aussitôt actionné le levier fermant le disque d'entrée de la gare à un kilomètre de là, et envoyé l'homme d'équipe Chailloux muni d'une lanterne rouge à la rencontre du rapide pour le stopper.

### La collision
Malgré les précautions prises pour le faire arrêter, le 513 survint alors que le 2338 traversait la voie 1.
Sa locomotive, du type Pacific, prit en écharpe le convoi à pleine vitesse par le milieu, renversant et pulvérisant dix wagons, puis emportée par son élan, partit sur la droite en labourant la voie sur près d'une centaine de mètres au milieu des débris, pour finir sa course, suivie du tender et du fourgon de tête, deux cents mètres avant la gare, couchée sur le côté gauche. Derrière eux, après une première rupture d'attelage, trois voiture s'étaient télescopées, une de troisième classe, une mixte première/deuxième classe/compartiment postal, et le wagon-restaurant, qui avait escaladé les deux autres, écrasant leurs compartiments. Par chance, les voitures suivantes avaient été séparées du reste du train par une seconde rupture d'attelage provoquant leur freinage automatique, et étaient presque intactes, bien que déraillées.
Au même moment, arrivait dans l'autre sens sur la voie 2 l'omnibus 516, qui après son arrêt en gare, était reparti vers Chartres et prenait de la vitesse. Son mécanicien, Georges Béquille, voyant se produire l'accident à cent mètres de là, freina immédiatement et parvint à arrêter son train à temps pour préserver l'intégrité des voitures et de leurs passagers, mais sans toutefois pouvoir éviter que la locomotive heurte l'amoncellement des épaves et se renverse, ajoutant encore au chaos de la scène.

### Secours et bilan
Dans le choc, les réservoir de gaz d'éclairage placés sous les caisses des trois voitures disloquées avaient été percés, provoquant immédiatement un incendie. Le personnel de la gare, les voyageurs de l'omnibus et ceux du rapide sortis indemnes de la collision, s'efforcèrent de soustraire aux flammes les victimes restées coincées dans l'amas des débris, déposant provisoirement morts et blessés dans la salle d'attente. Si les employés et les dix neuf dîneurs du wagon-restaurant réussirent tous à s'échapper, seuls quelques passagers des deux voitures écrasées purent être extraits à temps des carcasses de leurs compartiments, avant que les sauveteurs ne soient contraints de reculer devant le feu, que les pompiers de Courville ne parvinrent pas à éteindre totalement, et qui couva jusqu'au lendemain.
Les blessés, au nombre d'une quinzaine, parmi lesquels un homme d'équipe de la gare préposé à la manœuvre, furent transportés à l'hôpital de Courville.
Selon une première estimation, l'accident avait fait huit morts, mais ce bilan fut porté à treize après que les restes de nouvelles victimes eurent été dégagés des épaves carbonisées et que des survivants gravement atteints eurent succombé.
La presse s'émut du sort tragique des onze convives d'une noce, dont les deux mariés et sept de leurs proches perdirent la vie, et s'attarda parfois avec complaisance sur des détails morbides, tels l'odeur infecte dégagée par l'incendie ou la liste détaillée des débris humains carbonisés restant à identifier.
Dans les heures qui avaient suivi l'accident, un train de secours venu de Chartres avait amené le préfet d'Eure-et-Loir, M. Raymond Le Bourdon, une compagnie du 102e d'Infanterie et des médecins. Arrivèrent également par la route des soldats du 13e régiment de cuirassiers, si bien qu'environ deux cents personnes participèrent au déblaiement, aidées par une grue de cinquante tonnes prêtée par la Compagnie d'Orléans pour le relèvement des deux machines. Le ministre des travaux publics, Louis Puech, se rendit sur place en train spécial.
Compte tenu du nombre de carcasses enchevêtrées à dégager et de l'importance des dégâts causés aux installations, la circulation ne put être rétablie sur une voie unique temporaire que le surlendemain à 7 heures 30. Des services religieux en mémoire des victimes se succédèrent dans l'église de Courville, avant leur inhumation dans leurs communes respectives.

## Suites
Au-delà de la question des responsabilités directes, l'événement, qui s'ajoutait à une liste déjà longue d'accidents survenus sur le même réseau, raviva le débat sur l'exploitation des chemins de fer par l'État. L'émoi qu'il souleva incita les autorités publiques à prendre dans l'urgence des mesures pour corriger les lacunes les plus criantes qu'il avait révélées.

### Détermination des responsabilités

#### La recherche des causes
La responsabilité directe de l'accident semblait au premier abord devoir être imputée au mécanicien Bourcier, 46 ans, 17 ans de service, conduisant le rapide, que le juge d'instruction, tout en le laissant en liberté, inculpa d'homicide par imprudence pour n'avoir pas respecté les signaux lui prescrivant l'arrêt. Pour sa défense, celui-ci affirmait ne pas avoir vu le disque fermé et la lanterne agitée par l'homme d'équipe à cause de la fumée de sa locomotive rabattue par le vent, et expliquait qu'après être passé de la gauche à la droite de la cabine pour améliorer sa visibilité, il avait seulement aperçu un feu blanc, qu'il avait pris pour un signal de voie libre alors qu'il s'agissait du fanal de tête du train en manœuvre. Intervenant quelques semaines plus tard à la Chambre, après avoir tenu à effectuer lui-même sur une locomotive le trajet de Chartres à Courville, le nouveau ministre des Travaux publics, Charles Dumont, estimait cette explication plausible.
Le personnel de la gare avait bien pris la précaution de couvrir par une signalisation réglementaire la manœuvre entreprise, mais il pouvait lui être reproché de l'avoir engagée en violation du règlement général de l'ancien réseau de l'Ouest, reprenant une disposition applicable à l'ensemble des compagnies, et disposant que « chacune des voies principales d'une gare doit être dégagée cinq minutes au moins avant l'heure réglementaire de l'arrivée de chacun des trains circulant sur cette voie, et doit être maintenue libre à partir de ce moment jusqu'après l'arrivée du train attendu. Il ne peut être dérogé à cette règle que dans des cas exceptionnels faisant l'objet d'autorisations spéciales, ou les cas d'urgence absolue ».
En effet, alors que le rapide était normalement attendu à 18 heures 12, la manœuvre avait été entamée trop peu de temps avant, et l'équipe de conduite du train pris en écharpe déclarait avoir fait part de sa réticence à l'effectuer car elle la jugeait risquée. Le chef de gare, M. Raymond et le facteur-chef Launay qui l'assistait expliquaient que le train n'avait toujours pas été annoncé par le poste de sémaphore et qu'ils escomptaient que comme les jours précédents, il ne passerait pas à l'heure prévue puisqu'il serait ralenti par trois chantiers de voie en cours entre Paris et Chartres.
Subsidiairement, ils faisaient valoir qu'en toute hypothèse l'interdiction posée dans le règlement était assortie d'une exception en cas d'urgence absolue, et que la nécessité de remédier aux importants retards des trains entrait dans le champ de cette dérogation. Malgré cette argumentation, ils furent eux aussi inculpés et traduits avec le mécanicien Bourcier devant le tribunal correctionnel de Chartres.

#### Les condamnations judiciaires
Le procès des trois inculpés se tint en deux audiences, les 14 et 21 mai 1912. L'État ayant indemnisé à l'amiable la plupart des victimes, aucune n'était partie civile à cette instance pénale. Faute d'accord, les filles de deux d'entre elles, un cheminot de l'État et sa femme, avaient cependant saisi la justice, mais d'une action contre l'État devant le Tribunal civil de la Seine.
Le tribunal entendit douze témoins, dont M. Charles de Ruffi de Pontevès, ingénieur des Mines, qui affirma notamment que les employés de la gare devaient se renseigner sur la marche du rapide avant de commencer la manœuvre, et que le mécanicien n’avait pas pu confondre le feu blanc du train avec un signal de voie libre. Dans son réquisitoire, le procureur de la République fit preuve d'une relative indulgence à l'égard du chef de gare et du facteur-chef, proposant de leur reconnaître les circonstances atténuantes compte tenu de leurs bons antécédents. En revanche, il réclama une sanction sévère contre le mécanicien Bourcier, dont il énuméra les multiples cas de fautes précédentes.
Dans leur jugement, rendu le 4 juin 1912 les juges condamnèrent chacun des deux agents de la gare à six mois de prison et cent francs d'amende, en considérant qu'ils ne pouvaient invoquer aucune autorisation spéciale et ne se trouvaient pas dans un cas d’urgence absolue puisque le déplacement du train de marchandises 3828 n’était pas indispensable. Le mécanicien Bourcier était puni d'un an de prison et cinq cents francs d'amende pour avoir abandonné le poste qui lui était assigné sur sa machine et brûlé les signaux. L'ensemble de ces condamnations était toutefois assorti du sursis.
Après appel, puis cassation et renvoi, la Cour d'appel de Paris réduisit à deux mois la peine de prison du mécanicien Bourcier, et maintint celle de six mois pour le facteur-chef Launay, mais en supprimant le sursis dont ils avaient initialement bénéficié. Brièvement incarcéré le 8 septembre 1913, Bourcier obtint, à la suite des démarches pressantes de la Fédération des Mécaniciens-Chauffeurs et électriciens des Chemins de fer de France et de ses colonies, une réduction de peine, et fut remis en liberté

### Réactions politiques
La collision de Courville était la dernière en date d'une longue série d'incidents et accidents survenus en peu de temps sur le réseau dit désormais de l'Ouest-État, que nombre de journaux, à l'instar du Figaro, se plurent à énumérer. Après les remous soulevés entre 1906 et 1908 à propos du rachat par l'État de la Compagnie de l'Ouest en déconfiture, elle ne pouvait que raviver la controverse sur l'opération, à la fois au Parlement et dans la presse.

#### Effervescence parlementaire
Au Sénat, Georges Fessard (Eure-et-Loir), Eugène Brager de La Ville-Moysan (Ille-et-Vilaine), Adrien Gaudin de Villaine (Manche), et Dominique Delahaye (Maine-et-Loire) déposèrent des demandes d'interpellation, qui donnèrent lieu à de longues discussions lors des séances des 23 et 24 février, puis du 24 mars 1911 .
À la Chambre des députés, si Joseph Patureau-Mirand (Indre) se borna à poser une question écrite sur les causes de l’accident et les mesures à prendre, à la suite des interpellations déposées par Jean-Baptiste Gioux (Maine-et-Loire) et Maurice Maunoury (Eure-et-Loir), un débat sur les mêmes thèmes eut lieu le 11 mars 1911.
Entretemps, après la chute du deuxième ministère Briand le 27 février 1911, et son remplacement par un gouvernement Ernest Monis, Charles Dumont  avait succédé à Louis Puech comme ministre des travaux publics.
Dans les deux chambres, bien que l'évocation de l'accident ait été l'occasion d'aborder longuement les nombreuses imperfections du réseau de l'État, les débats furent clos par le vote d'un ordre du jour de confiance au gouvernement.

#### Nouvelles offensives dans la presse

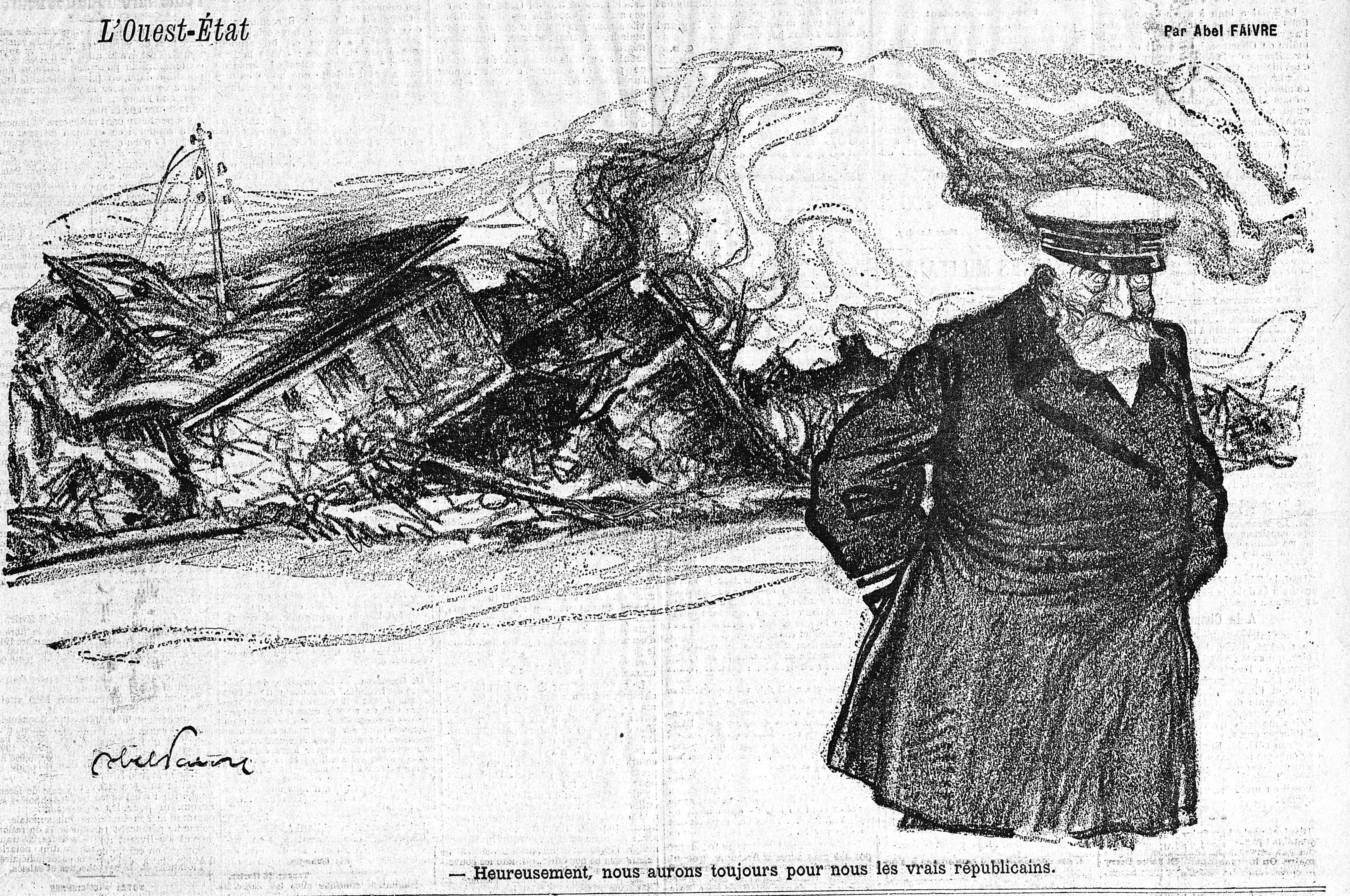
Dessin d'Abel Faivre dans Le Figaro après la catastrophe de Courville du 14 février 1911.

Bien que le quotidien La Lanterne, dans un éditorial mesuré sur « La catastrophe », ait invité « les politiciens de parti » à « ne pas abuser des arguments qu'un hasard impitoyable vient de leur apporter », en considérant qu'il « n'y a pas de providence rachatiste ni antirachatiste » , les adversaires du rachat trouvèrent dans l'accident une nouvelle occasion de réaffirmer leur opposition par voie de presse.
Ainsi, imputant aux parlementaires ayant voté le rachat une « responsabilité écrasante » dans l'accident, des journaux les désignèrent à la vindicte populaire en publiant leur liste complète, comme le firent notamment La Croix et Le Figaro, ou en présentant certains d'entre eux sous un jour outrageusement défavorable, comme le fit Le Matin dans un article intitulé «Chez le défenseur de l'O-E », prêtant au député de Chartres Gustave Lhopiteau une désinvolture choquante après le drame.
Si la reprise de l'Ouest par l'État, constituant une nationalisation, était considérée comme une « funeste opération » par les tenants de l'économie libérale, c'est à raison de leur opposition de principe à l'exploitation publique d'activités industrielles ou commerciales, et notamment des chemins de fer. Le Temps estimait en effet que « L'Etat a toujours prouvé, dans tous les domaines, une radicale inaptitude industrielle, pour cette raison fondamentale que des fonctionnaires n'ont pas le même intérêt que des particuliers à réussir dans leurs entreprises. Les mœurs administratives sont faites d'indifférence et d'inertie, parce que personne dans une administration n'a rien à gagner au succès. », et dans L'Intransigeant, Léon Bailby affirmait qu'il « y a évidemment dans le système qui fait administrer une entreprise commerciale par une direction et par des fonctionnaires irresponsables, un vice foncier, dont chaque nouvelle catastrophe apporte la preuve la plus éclatante ». La presse catholique s'associait à ces critiques, reprises dans un rapport intitulé « L'État directeur de chemins de fer », présenté au 36e Congrès des jurisconsultes catholiques par le sénateur Paul Le Breton, affirmant notamment que « tout ce que fait l'État coûte plus cher que ce que font les Compagnies ».
À l'inverse, L'Humanité, habituellement prompte à fustiger les compagnies privées en cas de catastrophe, relata l'accident sur le réseau de l'État avec une grande sobriété, son éditorialiste André Morizet reprochant à « la presse des requins » de lui accorder une importance disproportionnée par rapport à un autre du même jour sur celui du Nord. Son directeur, Jean Jaurès, avait, il est vrai, déjà réaffirmé quelques mois auparavant sa foi dans les nationalisations juste après la catastrophe de Bernay, survenue elle aussi sur l'Ouest-État.

### Mesures correctrices
L'analyse des causes de l'accident avait mis en lumière des déficiences, tant humaines que matérielles, dont certaines, propres au réseau de l'État, furent longuement dénoncées dans la presse ou lors des débats parlementaires, et auxquelles les autorités s'efforcèrent de remédier.

#### Réorganisation immédiate de l'administration du réseau
Compte tenu de l'effervescence soulevée par l'accident, il parut urgent au gouvernement de convaincre l'opinion publique de sa volonté de réforme en opérant, avant même les changements d'organisation en profondeur, des modifications immédiates à la fois dans la direction du réseau de l'État et dans le fonctionnement des lignes récemment acquises de l'ancienne compagnie de l'Ouest. Aussi, quatre jours après le drame, le conseil des ministres annonçait le limogeage de Raymond Beaugey, directeur général, et son remplacement par Albert Claveille. En même temps, Louis Puech, ministre des travaux publics prenait un arrêté regroupant en quatre directions les douze services créés deux ans plus tôt par l'administration précédente. En outre, dans l'attente des travaux nécessaires pour améliorer la sécurité sur l'ancien réseau de l'Ouest, un certain nombre de trains y étaient provisoirement supprimés.
Le gouvernement entreprit ensuite la préparation d'un projet de loi précisant les grandes lignes du régime juridique des chemins de fer de l'État. Après sa chute le 23 juin 1911, le texte fut finalement adopté sous forme de cavalier budgétaire dans la loi du 13 juillet 1911, portant fixation du budget général des dépenses et des recettes de l'exercice 1911. Il prévoyait, entre autres dispositions, l'élaboration dans l'année à venir d'un nouveau statut du personnel du réseau.

#### Réforme du statut des personnels
Dès le lendemain de l'accident, nombre de journaux évoquaient parmi les causes du mauvais fonctionnement du réseau de l'État le manque de zèle de son personnel, favorisé par une surveillance trop laxiste. Était notamment critiqué le mode de promotion automatique à l'ancienneté, indifférent à la motivation et aux aptitudes d'agents pourtant chargés d'activité de sécurité. Après la condamnation pénale de ceux reconnus responsables de l'accident, on n'avait pas manqué d'observer que le mécanicien Bourcier avait pu accéder à la conduite des rapides et y être maintenu en dépit d'une longue liste de punitions pour fautes graves, et que le chef de gare Launay avait, depuis et malgré son inculpation, bénéficié d'un avancement comme sous-chef de gare à Rouen.
Ce fut Jean Dupuy, ministre des travaux publics du gouvernement Poincaré qui publia, par arrêtés du 30 août 1912, le nouveau statut des cheminots de l’État, entré en vigueur le 4 septembre, prévoyant notamment la suppression de l’avancement automatique.
Si la presse libérale approuva le nouveau régime, les syndicats le contestèrent comme contraire aux droits acquis et ouvrant la porte au favoritisme. Sous leur pression, les représentants du personnel au conseil de réseau démissionnèrent. Toutefois, après avoir obtenu des garanties du Comité de direction, ils revinrent sur leur décision.

#### Annonce d'améliorations d'ordre technique
Lors de la discussion des interpellations, un certain nombre de lacunes d'ordre technique du réseau, telles que l'insuffisance du nombre de ses voies de garage, avaient été dénoncées. Les débats se focalisèrent plus spécialement sur deux questions conditionnant la sécurité : l'encadrement des manœuvres sur les voies principales et la perception de la signalisation par les mécaniciens, pour lesquelles les ministres annoncèrent des améliorations prochaines, voire immédiates.
- L'encadrement des manœuvres

Malgré son caractère apparemment contraignant, le règlement interdisant les manœuvres sur les voies principales cinq minutes avant le passage d'un train laissait aux chefs de gare une double marge d'appréciation. Ils pouvaient en effet calculer le délai non à partir de l'horaire théorique de passage mais en fonction d'un éventuel retard, et aussi user de la faculté de dérogation expressément prévue par le texte en cas d'« urgence absolue », en considérant qu'entrait dans ce champ la nécessité d'assurer la ponctualité des circulations.
Laissant de côté la question cruciale du choix entre marche théorique ou réelle, le ministre des travaux publics, Charles Dumont, s'efforça de limiter l'étendue de l'exception en demandant à l'ensemble des réseaux dans une circulaire du 15 mars 1911, de remplacer dans leurs règlements la formule initiale par celle de « péril imminent pour les convois en gare », qu'il jugeait plus restrictive.
- La perception de la signalisation

Le mécanicien Bourcier conduisant le train tamponneur affirmait qu'aveuglé dans sa cabine par la fumée et la vapeur de la Pacific, il n'avait vu ni le carré fermant l'accès à la gare ni le drapeau et la lanterne agités par l'homme d'équipe, et qu'une fois sa visibilité recouvrée, il avait confondu le feu blanc de la machine du train coupant sa route avec un signal de voie libre.
À l'époque, les dispositifs susceptibles de limiter le rabattement des fumées sur les cabines de conduite étaient encore inconnus, aussi les améliorations envisagées visaient-elles essentiellement d'une part à rendre plus visibles les signaux optiques  et d'autre part à rappeler par voie sonore leurs indications aux mécanicien qui ne les auraient pas aperçus.
Ainsi, après qu'eut été rapidement écartée l'installation d'une vigie à l'avant des locomotives, fut évoquée pêle-mêle au Parlement l'urgence d'augmenter la hauteur des mâts des signaux, de modifier leur forme et leur couleur, de les doubler par des pétards lorsqu'ils étaient fermés, et de généraliser leur répétition sur les machines. Faute de pouvoir mettre à exécution ces mesures à bref délai, dans sa circulaire du 15 mars 1911, le ministre se borna à demander que l'utilisation complémentaire des pétards soit prescrite aux porteurs de signaux d'arrêt manuels (lanternes, drapeaux).